# Jean-François Bergier
Jean-François Bergier (Lausana, 5 de diciembre de 1931 - Blonay, 29 de octubre de 2009) fue un historiador suizo especializado en la historia económica y social. Enseñó en la Universidad de Ginebra y en la Escuela Politécnica Federal de Zúrich.

## Algunas publicaciones

### En francés)
- Histoire économique de la Suisse, Lausanne, Payot, 1984

- Hermès et Clio: essais d’histoire économique, Lausanne, Payot, 1984

- Naissance et croissance de la Suisse industrielle, Berne, Francke, 1974

- Une histoire du sel, Fribourg, Office du Livre, 1982

- Guillaume Tell, Paris, Fayard, 1988

- Europe et les Suisses. Impertinences d’un historien, Genève, Zoé, 1996

- Bertrand Müller, Pietro Boschetti, Entretiens avec Jean-François Bergier, Genève, Zoé, 2006

### En alemán
- Die Wirtschaftsgeschichte der Schweiz. Von den Anfängen bis zur Gegenwart. Benziger, Zürich 1983, ISBN 3-545-34016-3

- Die Geschichte vom Salz. Campus, Frankfurt am Main 1989, ISBN 3-593-34089-5

- Wilhelm Tell. Realität und Mythos. List, Múnich 1990, ISBN 3-471-77168-9

- Wilhelm Tell. Realität und Mythos. Römerhof Verlag, Zürich 2012, ISBN 978-3-905894-16-5

- Wilhelm Tell – ein Europäer? Betrachtungen eines Historikers. Benziger, Zürich 1992, ISBN 3-545-34108-9

- Die Schweiz in Europa. Pendo, Zürich 1998, ISBN 3-86612-153-9

- Die Schweiz, der Nationalsozialismus und der Zweite Weltkrieg (= «Bergier-Bericht»; como editor). Pendo, Zürich 2002, ISBN 3-86612-039-7

- Jean-François Bergier im Gespräch mit Bertrand Müller und Pietro Boschetti. Gelebte Geschichte. NZZ Libro, Zürich 2007, ISBN 978-3-03823-255-1